# Tranekær (parochie)
Tranekær is een parochie van de Deense Volkskerk in de Deense gemeente Langeland. De parochie maakt deel uit van het bisdom Funen en telt 272 kerkleden op een bevolking van 338 (2004). 
Tot 1970 was de parochie deel van Langelands Nørre Herred. In dat jaar werd de parochie opgenomen in de nieuwe gemeente Tranekær. Deze ging in 2007 op in de fusiegemeente Langeland.
Ærøskøbing · Agedrup · Allerup · Allesø · Allested · Ansgar · Årslev · Årup · Asperup · Assens · Åstrup · Åsum · Aunslev · Avernakø · Bagenkop Kirkedistrikt · Bågø · Balslev · Barløse · Bederslev · Bellinge · Birkende · Bjerreby · Bogense · Bolbro · Bøstrup · Bovense · Brændekilde · Brahetrolleborg · Bregninge · Bregninge · Brenderup · Broholm · Brudager · Brylle · Dalby · Dalum · Davinde · Diernæs · Drejø · Dreslette · Drigstrup · Dyrup · Egense · Ejby · Ejlby · Ellested · Ellinge · Espe · Faaborg · Fangel · Fjelsted · Flemløse · Flødstrup · Fodslette · Føns · Fraugde · Fredens · Fredens · Frørup · Fuglsbølle · Gamborg · Gamtofte · Gelsted · Gestelev · Gislev · Glamsbjerg Kirkedistrikt · Grindløse · Gudbjerg · Gudme · Guldbjerg · Hans Tausens · Hårby · Harndrup · Hårslev · Håstrup · Heden · Hellerup · Helnæs · Herrested · Herringe · Hesselager · Hillerslev · Hjadstrup · Hjallese · Hjulby Kirkedistrikt · Højby · Holevad · Horne · Hou · Humble · Hundstrup · Husby · Indslev · Jordløse · Kærum · Kauslunde · Kerte · Kerteminde · Kirkeby · Klinte · Kølstrup · Køng · Korsløkke · Korup · Krarup · Krogsbølle · Kullerup · Kværndrup · Landet · Langå · Lindelse · Longelse · Lumby · Lunde · Lunde · Lundeborg Kirkedistrikt · Lyø · Magleby · Marslev · Marstal · Melby · Mesinge · Middelfart · Munkebjerg · Munkebo · Næsby · Næsbyhoved-Broby · Nørre Aaby · Nørre Broby · Nørre Højrup · Nørre Lyndelse · Nørre Næraa · Nørre Sandager · Nørre Søby · Norup · Nyborg · Øksendrup · Ollerup · Ørbæk · Ore · Ørslev · Ørsted · Orte · Øster Hæsinge · Øster Skerninge · Østrup · Otterup · Oure · Paarup · Padesø Kirkedistrikt · Ravnebjerg Kirkedistrikt · Refsvindinge · Revninge · Ringe · Rise · Roerslev · Røjleskov Kirkedistrikt · Rolfsted · Rønninge · Rørup · Rudkøbing · Rynkeby · Ryslinge · Særslev · Sandager · Sanderum · Sandholts Lyndelse · Sankt Hans · Sankt Jørgens · Sankt Knuds · Sankt Nikolaj · Seden · Simmerbølle · Skamby · Skårup · Skeby · Skellerup · Skovby · Skrøbelev · Skydebjerg · Snøde · Søby · Søby · Søllested · Søllinge · Sønder Broby · Sønder Højrup · Sønder Nærå · Sønderby · Søndersø · Sørup · Stenløse · Stenstrup · Stige Kirkedistrikt · Stoense · Strib-Røjleskov · Strynø · Stubberup · Svanninge · Svindinge · Taarup Kirkedistrikt · Tanderup · Thomas Kingos · Thurø · Tommerup · Tornbjerg · Tranderup · Tranekær · Tryggelev · Tullebølle · Turup · Tved · Ubberud · Udby · Uggerslev · Ulbølle · Ullerslev · Vantinge · Vedtofte · Veflinge · Vejlby · Vejle · Vejstrup · Verninge · Vester Åby · Vester Hæsinge · Vester Skerninge · Viby · Vigerslev · Vindinge · Vissenbjerg · Vollsmose · Vor Frue · Vor Frue